# Parti de la république islamique
Le Parti de la République islamique (en persan : حزب جمهوری اسلام) était un parti politique d'Iran, fondé en 1979, deux semaines après la victoire de la révolution, par Mohammad Javad Bahonar, Mohammad Beheshti, Akbar Hashemi Rafsanjani, Ali Khamenei, et Abdolkarim Mousavi Ardabili  . Il regroupait les soutiens à l'établissement d'une république islamique en Iran.
Alors que le Parti de la république islamique n'a pas été officiellement démantelé, il est inactif depuis 1987. Son dernier secrétaire général était l'Ayatollah Khamenei, actuel Guide suprême de l'Iran.